# Abbeville County
Abbeville County ist ein County im Bundesstaat South Carolina der Vereinigten Staaten. Das U.S. Census Bureau hat bei der Volkszählung 2020 eine Einwohnerzahl von 24.295 ermittelt. Der Verwaltungssitz (County Seat) ist Abbeville. Der Name des Bezirks leitet sich von der französischen Stadt Abbeville ab.

## Geographie
Das County liegt im Nordwesten von South Carolina, grenzt im Südwesten an Georgia und hat eine Fläche von 1324 Quadratkilometern, wovon 8 Quadratkilometer Wasserfläche sind. Es grenzt im Uhrzeigersinn an folgende Countys: Greenville County, Anderson County, Laurens County, Greenwood County, McCormick County und Elbert County (Georgia). Das County beinhaltet zwei zu Statistikzwecken definierte Siedlungsgebiete (Census-designated place): Antreville und Lake Secession.
Abbeville liegt in einem hügeligen Gebirgsvorland und wird im Südwesten vom Richard B. Russell Lake begrenzt, der gleichzeitig die Bundesstaatsgrenze zu Georgia bildet. Nordöstlich wird das County vom Saluda River abgeschlossen. Am See, der durch Aufstauung des Savannah River entstand, befindet sich der Calhoun Falls State Park. Ein Großteil des Gebietes ist von Eichen-, Hickory- und Kiefernwäldern bedeckt. Die südöstliche Gegend liegt innerhalb des Sumter National Forests.

## Geschichte
Das Land war Stammesgebiet der Tscherokesen als 1758 die ersten europäischen Siedler eintrafen. 1777 unterzeichneten die Tscherokesen bei Due West einen Vertrag, der die Abtretung von großen Landflächen an South Carolina vorsah. Abbeville County wurde am 12. März 1785 aus dem District 96 gebildet. Benannt wurde es nach der französischen Stadt Abbeville, aus der viele der hugenottischen Siedler stammten. Am 1. Januar 1800 wurde das County in einen Gerichtsbezirk umgewandelt und ist seit dem 16. April 1868 wieder ein eigenständiges County.

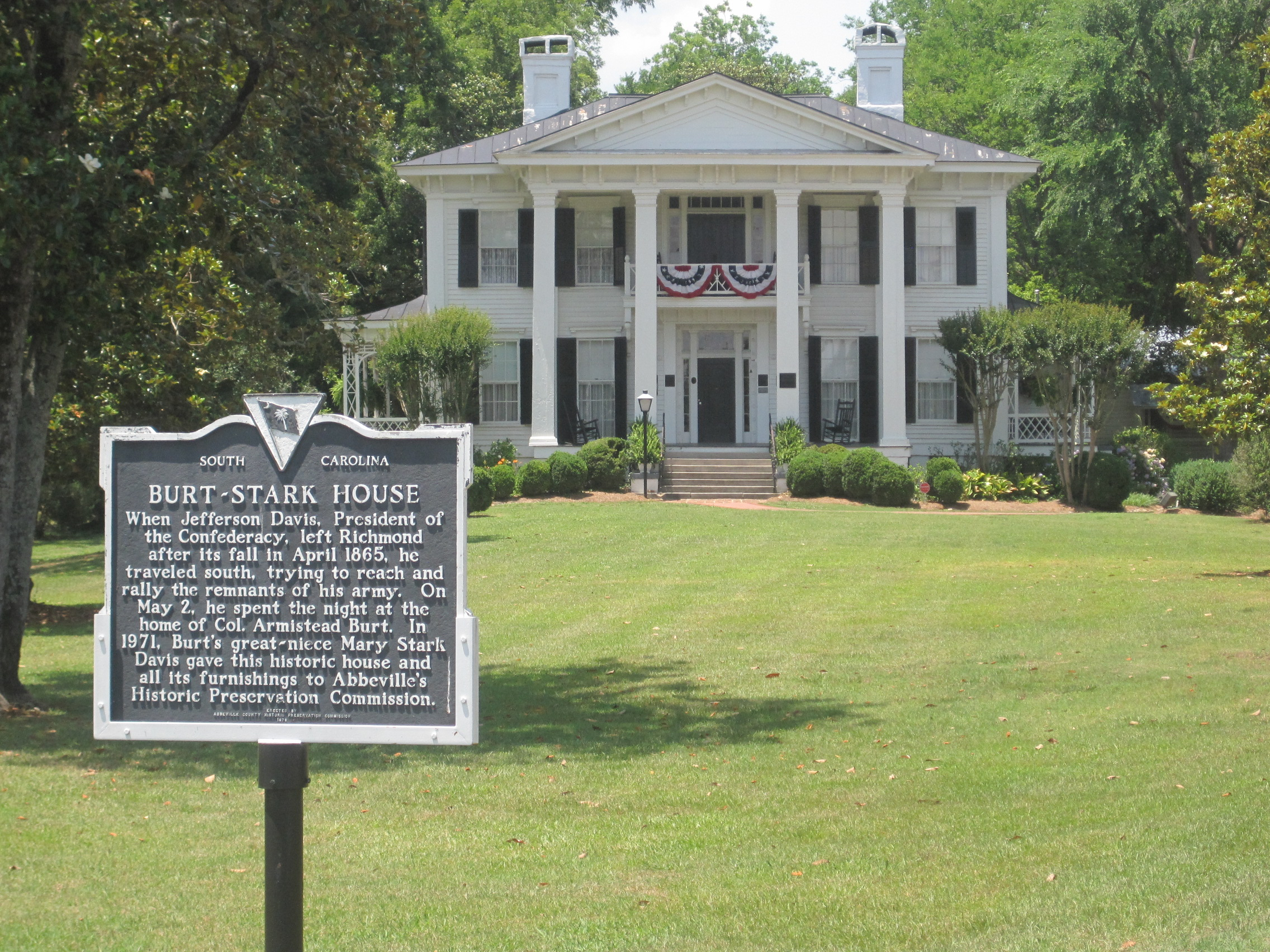
Burt-Stark Mansion (2016)

Ein Ort im County hat den Status einer National Historic Landmark, das Burt-Stark Mansion. 15 Bauwerke und Stätten des Countys sind im National Register of Historic Places (NRHP) eingetragen (Stand 26. Juli 2018).

## Persönlichkeiten
John C. Calhoun, der 7. Vizepräsident der Vereinigten Staaten von 1825 bis 1832 unter den Präsidenten John Quincy Adams und Andrew Jackson, langjähriger US-Senator sowie Außenminister unter Präsident John Tyler, stammte aus dem Abbeville County.

## Demografische Daten
Nach der Volkszählung im Jahr 2000 lebten im Abbeville County 26.167 Menschen in 10.131 Haushalten und 7.284 Familien. Die Bevölkerungsdichte betrug 20 Einwohner pro Quadratkilometer. Ethnisch betrachtet setzte sich die Bevölkerung zusammen aus 68,33 Prozent Weißen, 30,29 Prozent Afroamerikanern, 0,10 Prozent amerikanischen Ureinwohnern, 0,23 Prozent Asiaten, 0,03 Prozent Bewohnern aus dem pazifischen Inselraum und 0,31 Prozent aus anderen ethnischen Gruppen; 0,71 Prozent stammten von zwei oder mehr Ethnien ab. 0,83 Prozent der Bevölkerung waren spanischer oder lateinamerikanischer Abstammung.
Von den 10.131 Haushalten hatten 31,7 Prozent Kinder unter 18 Jahre, die bei ihnen lebten. 52,2 Prozent waren verheiratete, zusammenlebende Paare, 15,3 Prozent waren allein erziehende Mütter, 28,1 Prozent waren keine Familien, 25,3 Prozent waren Singlehaushalte und in 11,3 Prozent lebten Menschen mit 65 Jahren oder darüber. Die Durchschnittshaushaltsgröße betrug 2,51 und die durchschnittliche Familiengröße betrug 3,00 Personen.
25,3 Prozent der Bevölkerung war unter 18 Jahre alt. 9,5 Prozent zwischen 18 und 24, 26,7 Prozent zwischen 25 und 44, 23,8 Prozent zwischen 45 und 64 und 14,7 Prozent waren 65 Jahre alt oder älter. Das Durchschnittsalter betrug 37 Jahre. Auf 100 weibliche Personen kamen 92,1 männliche Personen und auf 100 Frauen im Alter von 18 Jahren und darüber kamen 88 Männer.
Das jährliche Durchschnittseinkommen eines Haushalts betrug 32.635 USD, das Durchschnittseinkommen einer Familie betrug 38.847 USD. Männer hatten ein Durchschnittseinkommen von 30.452 USD, Frauen 21.045 USD. Das Prokopfeinkommen betrug 15.370 USD. 10,1 Prozent der Familien und 13,7 Prozent der Bevölkerung lebten unterhalb der Armutsgrenze.

## Orte im Abbeville County
Im Abbeville County liegen sieben Gemeinden, davon eine City und sechs Towns. Zu Statistikzwecken führt das U.S. Census Bureau zwei Census-designated places, die dem County unterstellt sind und keine Selbstverwaltung besitzen. Diese sind gemeindefreies Gebiet.
City
- Abbeville

Towns
| - Calhoun Falls - Donalds - Due West | - Honea Path 1 - Lowndesville - Ware Shoals 2 |

Census-designated places (CDP)
- Antreville
- Lake Secession